# Erich Schütz (Journalist)
Erich Schütz (* 1956) ist ein deutscher Journalist, Buchautor und Gastrokritiker.

## Leben
Nach seinem Studium an der FU Berlin, mit Abschluss Dipl. pol., war er von 1985 bis 1997 beim damaligen SDR in Stuttgart als Freier Filmemacher tätig. Er produzierte hauptsächlich politische Dokumentationen für die ARD und das ZDF. 1997 verwirklichte er seinen Traum und zog mit seiner Frau an den Bodensee. Hier gründete er mit seinem Freund Njoschi Weber den regionalen Fernsehsender see tv.
Nach 2002 produzierte Schütz wieder Fernsehdokumentationen für den SWR. In der Reihe Fahr-mal-hin zeigte er zahlreiche Landstriche und touristische Sehenswürdigkeiten rund um den Bodensee. Nebenbei gründete er wieder mit Njoschi Weber zuerst die Marke Linzgau Köche, danach den Verlag Die Redaktion. Er ist heute Herausgeber und Chefredakteur verschiedener Restaurantzeitschriften unter dem Dach der Südland Köche.
Schütz schreibt auch Kriminalromane. In allen seinen Krimis dreht es sich immer um einen hochpolitischen Hintergrund, aber immer auch um die Genussregion Bodensee. Als Freund der natürlichen Bodenseegenüsse entstand das Buch Das kulinarische Erbe Bodensee.
Schütz lebt in Überlingen am Bodensee.

## Werke (Auswahl)
- Die Doktormacher-Mafia. Die Redaktion, Überlingen 2007, ISBN 978-3-00-021569-8 (Neuauflage unter dem Titel Doktormacher-Mafia im Gmeiner-Verlag, Meßkirch 2011, ISBN 978-3-8392-1220-2)
- Judengold. Gmeiner-Verlag, Meßkirch 2009, ISBN 978-3-8392-1015-4
- Bombenbrut. Gmeiner-Verlag, Meßkirch 2011, ISBN 978-3-8392-1176-2
- mit Dirk Platt: Schwarzkonto. Gmeiner-Verlag, Meßkirch 2014, ISBN 978-3-8392-1613-2
- Das kulinarische Erbe Bodensee. Gmeiner-Verlag, Meßkirch 2020, ISBN 978-3-8392-2694-0
- Das Geheimnis der Fischerin vom Bodensee. Gmeiner-Verlag, Meßkirch 2021, ISBN 978-3-8392-2801-2
- Bodensee-Bordeaux. Gmeiner-Verlag, Meßkirch 2022, ISBN 978-3-8392-0109-1
- mit Hubert Neidhart: Zu Gast im Grünen Baum. Gmeiner-Verlag, Meßkirch 2023, ISBN 978-3-8392-0448-1